# Raffaele Sanna Randaccio
Raffaele Sanna Randaccio (Cagliari, 9 aprile 1896 – Cagliari, 27 agosto 1968) è stato un avvocato e politico italiano.
Nominato consultore regionale della Sardegna (9 aprile 1945) per il Partito Liberale Italiano, entrò a far parte della commissione per la redazione dello statuto regionale e fu confermato nella nuova consulta dell'8 ottobre 1946, ricomposta sulla base del voto espresso alle elezioni per la Costituente, segnalandosi per una decisa apertura al regionalismo. Nella successiva consultazione politica del 18 aprile 1948 fu eletto senatore e sedette in Parlamento per tutta la I legislatura (8 maggio 1948 - 24 giugno 1953) rivestendo la carica di segretario del gruppo liberale. Membro della giunta consultiva per il Mezzogiorno, fece parte di varie commissioni e del Consiglio d'Europa.
Consigliere comunale di Cagliari per tre mandati consecutivi (dal 1946 al 1960), sedette poi nell'assemblea regionale sarda per la IV e V legislatura (dal 28 febbraio 1963 fino alle dimissioni del 26 marzo 1968). Primo presidente del Rotary Club di Cagliari nel biennio della fondazione (1949-1951), fu anche governatore del distretto rotariano 2080 (Lazio e Sardegna) nel 1959-1960. Consigliere d'amministrazione della Cassa nazionale forense dal 1957 al 1964, venne eletto nel 1968, pochi mesi prima della morte, al Consiglio superiore della magistratura.